# Wyspa rzeczna

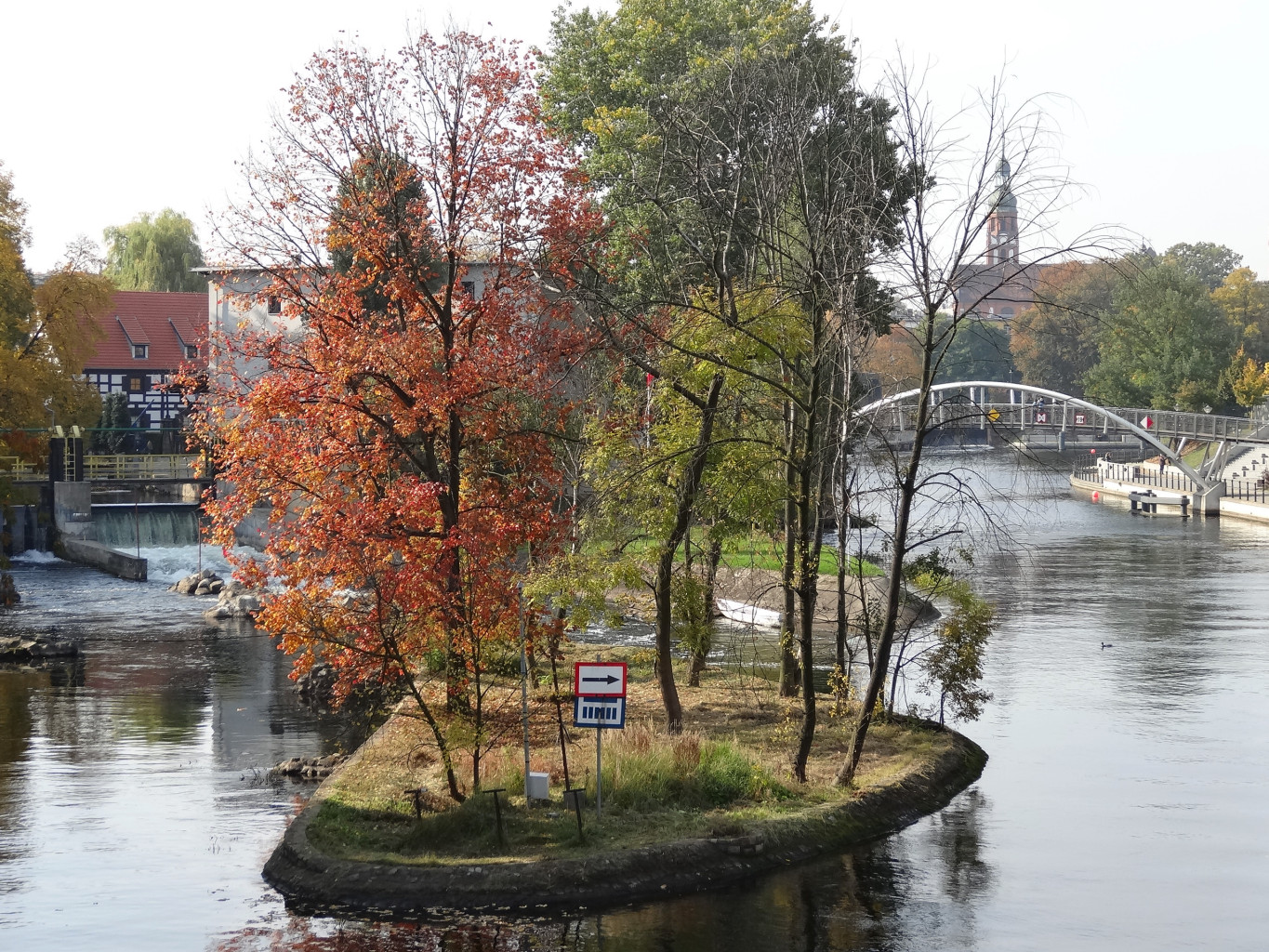
Wyspa św. Barbary w Bydgoszczy

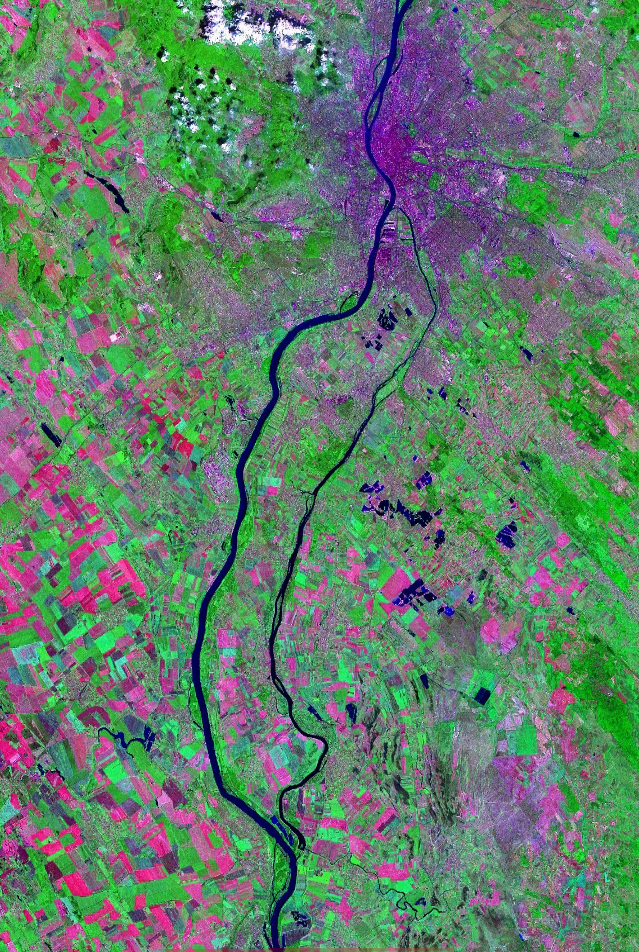
Wyspa Czepel na Dunaju, zdjęcie z satelity

Wyspa rzeczna – rodzaj wyspy śródlądowej, powstałej na rzece w efekcie procesów fluwialnych lub wskutek działalności człowieka. Często właśnie ze względu na te procesy ma długi i wąski kształt oraz zbudowana jest głównie z piasku – może więc podlegać powtarzającym się zmianom powierzchni i kształtu i jednocześnie łatwo powstawać i znikać wskutek wysokich stanów wody, powodzi czy silnych opadów deszczu.

## Nazewnictwo
Według słownika z 1925 roku wyspy rzeczne nagie zwą się ławicami, zadrzewione – ostrowami, zarosłe wikliną – kępami. Ławicą  nazywa się też usypane nurtem rzeki wzniesienie z piasku bądź żwiru, podlegający przesunięciom. Wyróżnia się ławice rzeczne: odsypu meandrowego, odsypu przybrzeżnego, odsypu roztokowego.
Wyspy rzeczne mogą mieć swoje własne lokalne nazwy: w środkowych Stanach Zjednoczonych, zwłaszcza na rzece Missisipi nazywa się je towhead – szczególnie w odniesieniu do wysepek i mielizn porośniętych drzewami. Termin spopularyzował Mark Twain w książce Przygody Hucka. W Anglii, zwłaszcza na Tamizie używa się staroangielskiej nazwy ait albo eyot, co można niedokładnie przetłumaczyć jako żuławy lub ich specyficzna forma.
W Hiszpanii, przede wszystkim w dorzeczu Ebro, wyspy rzeczne noszą najczęściej nazwę mejana (np. Mejana de Tudela w Tudeli). Pojawiają się również formy mejaneta w gminie Alborge, mejanica w gminach Cabanillas i Quinto, mechana w gminie Escatrón, mechaneta i meján w gminie Quinto, meyana w gminie Cinco Olivas, meanilla w gminie Andosilla i mechán w gminie Velilla de Ebro.

## Największe wyspy rzeczne świata
| Lp. | Nazwa wyspy      | Powierzchnia (km²) | Państwo   | Rzeka               | Uwagi                                                                                            |
| --- | ---------------- | ------------------ | --------- | ------------------- | ------------------------------------------------------------------------------------------------ |
| 1   | Marajó           | 49 602 km²         | Brazylia  | Amazonka/Rio Pará   | Jest otoczona z jednej strony przez Atlantyk, dlatego czasem nie jest uznawana za wyspę rzeczną. |
| 2   | Wyspa Bananowa   | 19 162 km²         | Brazylia  | Araguaia/Rio Javaés |                                                                                                  |
| 3   | Tupinambarana    | 11 850 km²         | Brazylia  | Amazonka            | Największa grupa wysp rzecznych na świecie.                                                      |
| 4   | Delta Nilu       | 8964 km²           | Egipt     | Rosetta/Damietta    |                                                                                                  |
| 5   | Holandia/Utrecht | 7361 km²           | Holandia  | Ren/IJssel          |                                                                                                  |
| 6   | Caviana          | 4968 km²           | Brazylia  | Amazonka            |                                                                                                  |
| 7   | Grande de Gurupá | 4864 km²           | Brazylia  | Amazonka            |                                                                                                  |
| 8   | Isla Margarita   | 2100 do 2832 km²   | Kolumbia  | Magdalena           | Istnienie również wariant nazewniczy Wyspa Mompox.                                               |
| 9   | Uarini           | 2339 km²           | Brazylia  | Uarini/Amazonka     |                                                                                                  |
| 10  | Boven-Digoel     | 2171 km²           | Indonezja | Digul/Kawaga        |                                                                                                  |

Wyspą rzeczną z największą liczbą ludności jest chińska Zhongshan Dao na Rzece Perłowej z ponad 2,3 mln mieszkańców (szacunek na rok 2002) i zaledwie 59 km² powierzchni. Na jej terenie położone jest m.in. Makau.